# مسجد الملك (إيلبصان)
مسجد الملك في مدينة إيلبصان (بالألبانية: Xhamia Mbret)، (بالتركية: Hünkâr Camii) أو مسجد السلطان بايزيد Xhamia e Sulltan Bajazitit هو مسجد يقع في قلعة إيلبصان، في مدينة إيلبصان، في ألبانيا. بُنِي المسجد من قبل السلطان بايزيد الثاني ما بين سنتي 1482 و1485. وهذا يجعله من أقدم المساجد في ألبانيا. أصبح المسجد نصبا ثقافيا تذكاريا ألبانيا في عام 1948.